# Friedenskirche (Weil am Rhein)

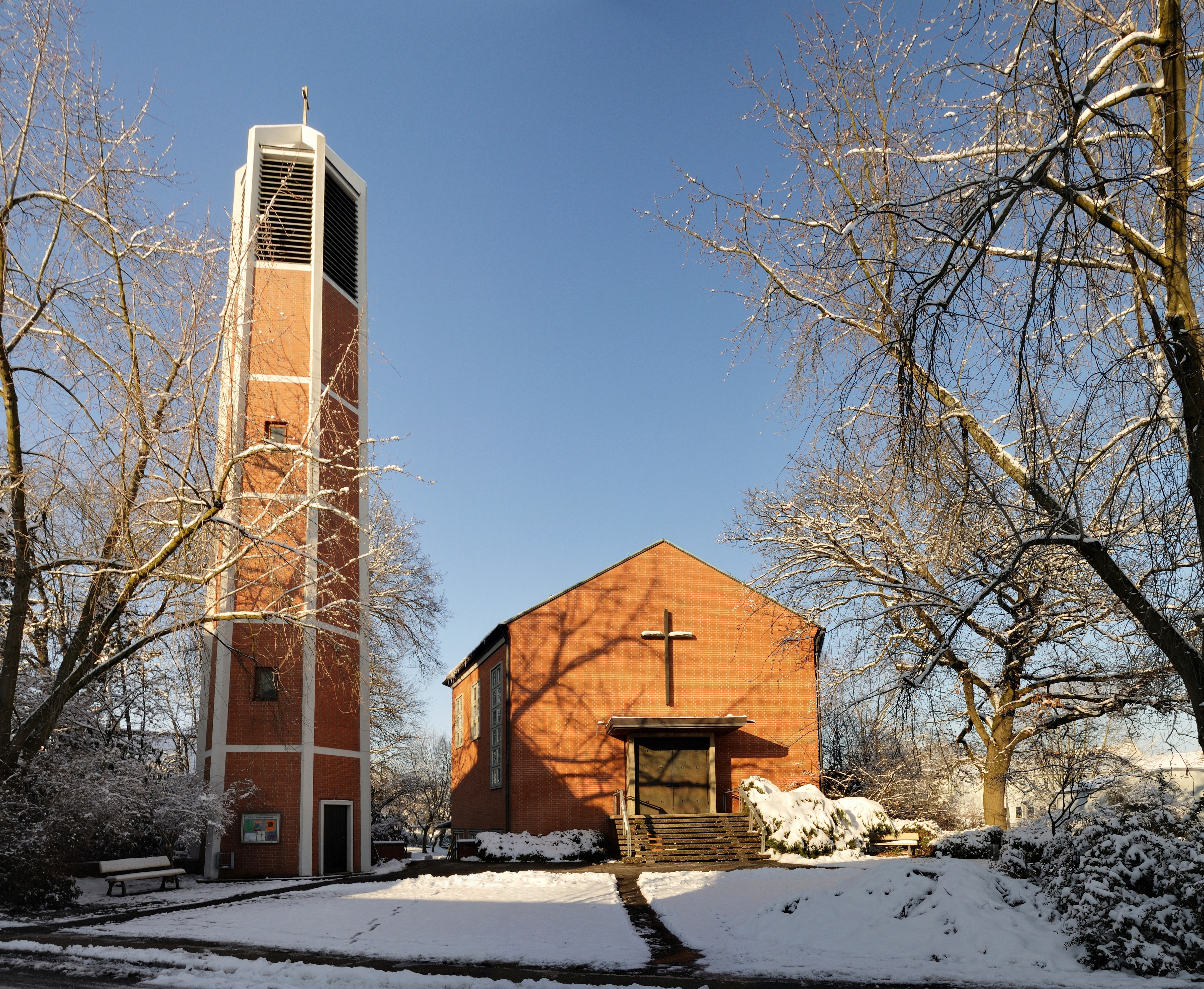
Friedenskirche

Die Friedenskirche ist eine evangelische Pfarrkirche in Weil am Rhein. Die Anfang der 1960er Jahre errichtete moderne Kirche befindet sich im Stadtteil Friedlingen in der Nähe zur katholischen Pfarrkirche Zum Guten Hirten.

## Geschichte

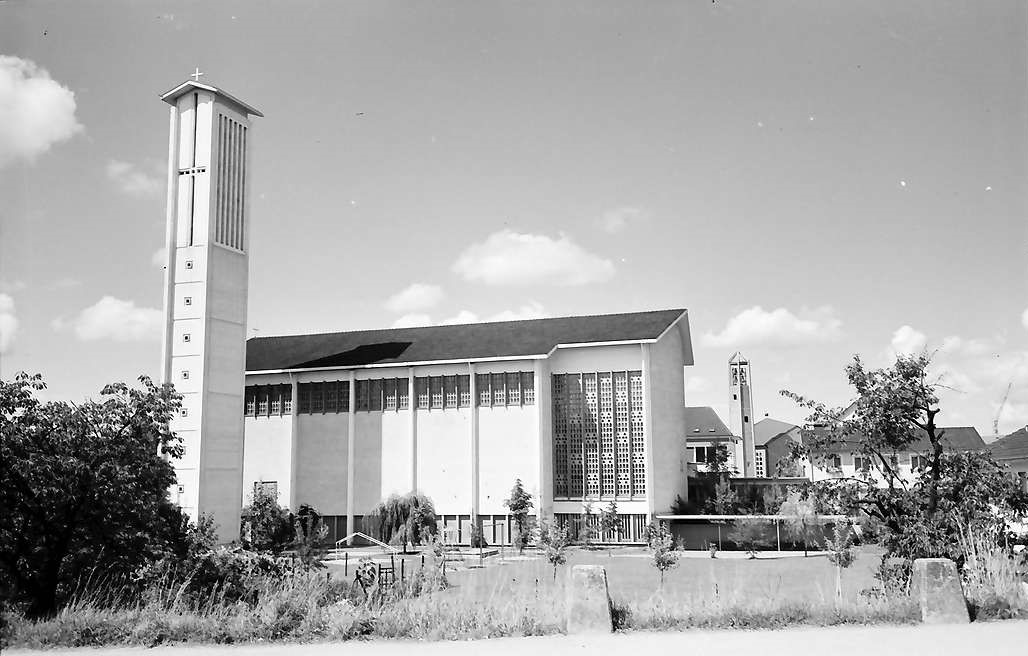
Kirche zum Guten Hirten, rechts im Hintergrund die Friedenskirche, 1963

1926 wurde für die damals 500 evangelischen Gemeindemitglieder in Friedlingen ein Gemeindehaus errichtet. Die 1937 neu gebildete West-Pfarrei wurde am 1. November 1957 vom Stadtteil Friedlingen abgetrennt und zur selbstständigen Pfarrei erhoben. Durch den sprunghaften Anstieg der Gemeindemitglieder verfolgte man ab Ende der 1950er Jahre die Planungen für den Neubau einer Kirche. Baubeginn war der 3. Dezember 1961; die Indienstnahme erfolgte am 1. Dezember 1963. Architekt der Friedenskirche ist Zoltán Tóth.

## Beschreibung

### Bauwerk
Die Friedenskirche besteht aus einem Langhaus mit Chor, dessen Baukörper den Grundriss eines langgezogenen Sechsecks aufweist und von einem kupferbeschlagenen Satteldach überspannt wird. Südwestlich vom Langhaus getrennt steht ein 25 Meter hoher Campanile, dessen Grundriss ebenfalls sechseckig ist und sich nach oben konisch verjüngt. Sein Sichtbetongerippe unterteilt dabei die nach oben verlaufenden Kantenlinien und die sechs Stockwerke voneinander. Dazwischen weist die Fassade des Turms eine rote Klinkerverkleidung auf. Auch das Kirchenschiff ist mit hellroten Ziegeln verkleidet. Die Sakristei befindet sich im unteren Stockwerk der Kirche. Im Untergeschoss befinden sich Räumlichkeiten der Gemeinde.

### Innenraum und Ausstattung
Der rote Klinkerplattenfußboden führt die Farbe der Außenverkleidung in den Innenraum hinein. Im karg gehaltenen Innenraum sind die Querstreben des offenen Dachstuhls sichtbar; die Innenwände sind weiß bis gräulich verputzt. Dazu im Kontrast steht der Altarbereich, der aus dunklen Naturschieferplatten etwas erhöht steht. Altartisch, Kanzel und Taufstein sind aus hellem Mainsandstein gefertigt. Kanzel und Taufstein tragen Reliefschmuck von Emilie Clauss. Vom Lahrer Künstler Hayno Focken stammen die Taufschale, die Leuchten und der Hahn auf dem Dachfirst des Langhauses. Die Verglasung der Betonrahmenfenster entwarf der Maler Harry MacLean.

### Glocken und Orgel
Das vierstimmige Bronzegeläut goss 1962 das Unternehmen Bachert aus Karlsruhe. Es ist auf die Schlagtöne a1, c2, d2 und e2 gestimmt.
Die auf einer Empore und im Dachstuhl eingefasste Paul-Ott-Orgel von 1966/67 arbeitet mit rein mechanischer Traktur und Schleiflade. Sie umfasst 18 Register auf zwei Manuale und Pedal.